# Пиріг зі свинячої крові

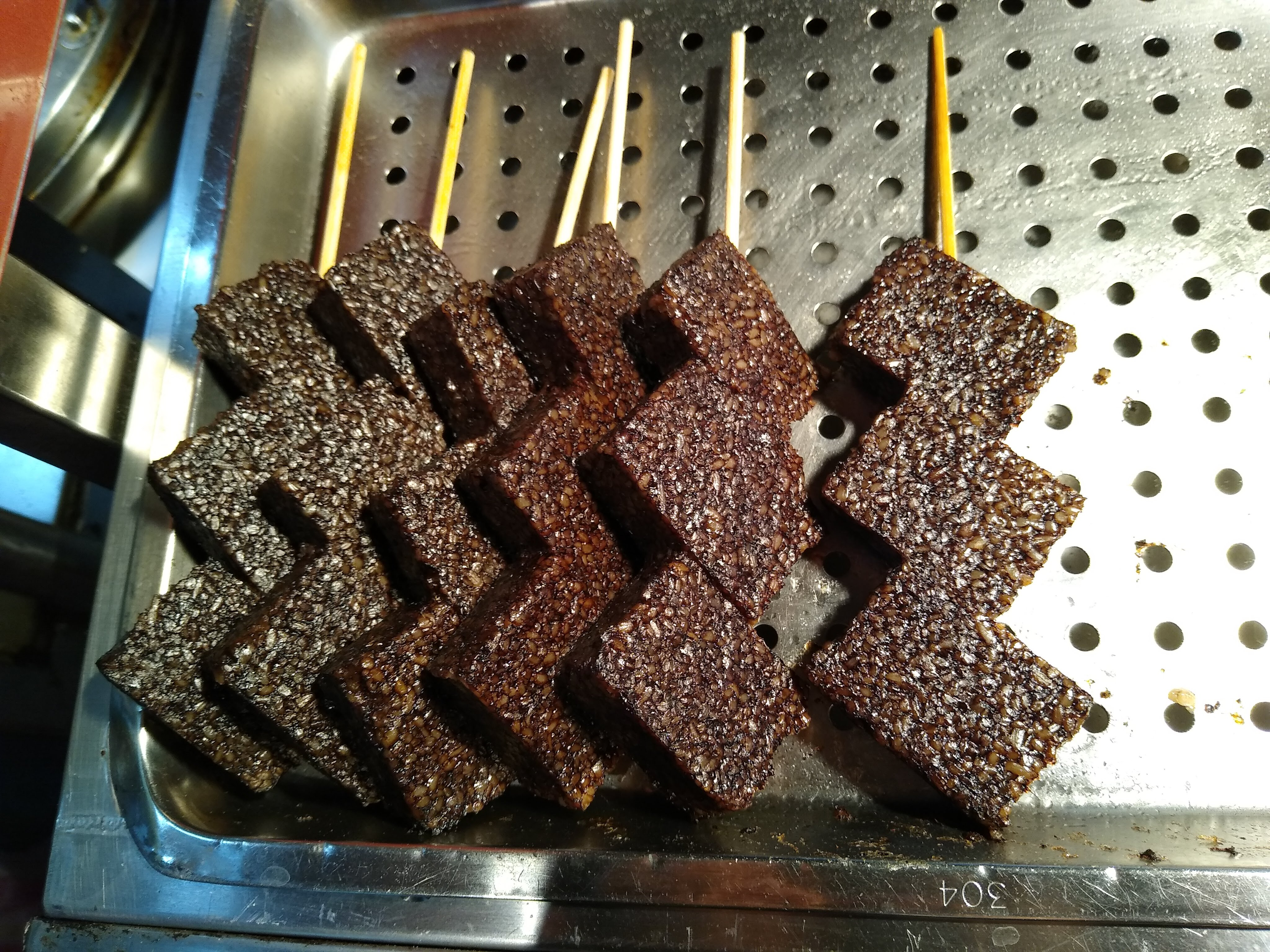
Пиріг зі свинячої крові, який продають у Тайбеї

Ті гоег кое (кит. трад.: 豬血粿; піньїнь: zhū xiě guǒ; певедзі: ti-hoeh-koé), або пиріг зі свинячої крові — кров'яний пудинг, який подають на паличці як вуличну їжу на Тайвані. Його альтернативна назва — чорний пиріг. Його готують із пропареної свинячої крові, клейкого рису, а потім покривають арахісовою пудрою та коріандром з соусом для занурення. Пиріг зі свинячої крові потрапив із Фуцзяню на Тайвань, а потім поширився далі. Його їдять як закуску. Його також можна приготувати в хоґо. Його подають гарячим вуличні торговці, які розігрівають його в дерев'яному ящику або металевій пароварці. Seriouseats описують цю страву як щось середнє між рисовим коржем і моті.